# Пятигорская, Наталья Валерьевна
Наталья Валерьевна Пятигорская (род. 7 июля 1965 года) — российский учёный-фармаколог, член-корреспондент РАН (2022).

## Биография
Родился 7 июля 1965 года.
В 1988 году — окончила Московский институт тонкой химической технологии (МИТХТ), специальность «Технология основного органического и нефтехимического синтеза».
После окончания ВУЗа работала инженером аппаратурно-технологической лаборатории НПО «Витамины».
В 2001 году — окончила Московскую медицинскую академию имени И. М. Сеченова, специальность «Фармация» и была назначена заместителем директора по научно-технологической работе ГУП «ГНИИ витаминов».
В 2004 году — защитила кандидатскую диссертацию, тема: «Техническое регулирование в сфере обращения лекарственных средств».
В 2011 году — защитила докторскую диссертацию, тема: «Исследование и методологические подходы создания современных фармацевтических предприятий Российской Федерации».
В 2015 году — присвоено учёное звание профессора.
В 2022 году — избран членом-корреспондентом РАН от Отделения медицинских наук.
С 2007 года по настоящее время — заместитель директора по научной работе Института трансляционной медицины и биотехнологии Сеченовского университета, с 2017 года — заведующая кафедрой промышленной фармации Сеченовского университета.

## Научная деятельность
Специалист в области промышленной фармации.
Принимала участие в разработке ряда нормативных документов отраслевого и федерального уровней в сфере контроля качества лекарственных средств, входит в состав Экспертной группы по аттестации уполномоченных лиц производителей лекарственных средств для медицинского применения.
При её участии подготовлены пять профессиональных стандартов на специалистов по промышленной фармации.
Автор более 230 научных трудов, в том числе 21 монографии и учебного пособия, 7 патентов.

## Награды
- Медаль ордена «За заслуги перед Отечеством» II степени (16 июня 2025) — за заслуги в подготовке высококвалифицированных специалистов, научно-педагогической деятельности и многолетнюю добросовестную работу
- Премия Правительства Российской Федерации в области образования (в составе группы, за 2020 год) — за научно-практическую разработку «Комплекс инновационных программ подготовки кадров в области промышленной фармации для устойчивого научно-технологического развития фармацевтической отрасли»[3]
- Почётная грамота Министерства здравоохранения Российской Федерации (2016)
- Нагрудный знак «Отличник здравоохранения» (2018)